# Антоновська (Бабаєвський район)
Антоновська — сільце в Бабаєвському районі Вологодської області.
Входить до складу Борисовського сільського поселення (з 1 січня 2006 року по 13 квітня 2009 року входила в Афанасьєвське сільське поселення).  
Відстань по автодорозі до районного центру Бабаєво — 55 км, до центру муніципального утворення села Борисово-Судське по прямій — 8 км. Найближчі населені пункти — с.Сумароково, с.Третяковська, с.Ширяєвська. Станом на 2002 рік проживало 12 чоловік.